# 谷汲村立長瀬中学校
谷汲村立長瀬中学校（たにぐみそんりつ　ながせちゅうがっこう）は、かつて岐阜県揖斐郡谷汲村（現・揖斐川町）にあった公立中学校。

## 概要
- 旧・揖斐郡長瀬村の中学校であった。長瀬小学校に併設され、長瀬小中学校とも称した。
- 跡地には長瀬小学校の敷地の一部となった。

## 沿革
- 1949年（昭和24年）4月 - 谷汲村と長瀬村の学校組合が解散。長瀬村は単独で長瀬村立長瀬中学校を開校する。長瀬小学校の校舎の一部を校舎とする。
- 1950年（昭和25年） - 校舎が完成。
- 1956年（昭和31年）9月1日 - 谷汲村、長瀬村が合併して谷汲村となる。同時に谷汲村立長瀬中学校に改称する。
- 1958年（昭和33年）
  - 1月  - 校舎を増築する。
  - 10月  - 屋内運動場が完成する。
- 1967年（昭和42年）4月  - 谷汲中学校〈旧〉、長瀬中学校、横蔵中学校を統合し、新たに谷汲村立谷汲中学校が開校。長瀬中学校は谷汲中学校長瀬教室となる。
- 1968年（昭和43年）  - 長瀬教室を廃止。